# داگلاس فوردایس
داگلاس فوردایس (به انگلیسی: Douglas Fordyce) ژیمناست زادهٔ ۳ فوریهٔ ۱۹۹۰ میلادی اهل کشور بریتانیا است.